# Belvon Attila
Belvon Attila (Gyula, 1969. augusztus 15. –) egykoron első osztályú magyar labdarúgó, később pro licences edző magyar csapatoknál. Játékosként a Békéscsabai Előre FC és az Újpest labdarúgója volt, számos NB I-es találkozón pályára lépve. Edzőként először az Orosháza FC-nél, majd 2009-2010 között anyaegyesületénél, a Békéscsaba 1912 Előre vezetőedzője volt.

## Játékos-pályafutása
Belvon Attila kiskorától kezdve a Békéscsabai Előre Spartacus csapatainál játszott, itt is lett elsőosztályú labdarúgó, majd 1993-ban eligazolt Újpestre. A budapesti lila-fehérekkel egy második, illetve egy harmadik helyet sikerült szereznie. Az 1996-97-es bajnoki szezonban ismét a Viharsarokba igazolt, majd az Előrében játszott még két bajnoki évadot annak 1998-as kieséséig.

## Edzőként
Az időközben ismét NB I-es Előre FC Békéscsabánál dolgozott technikai vezetőként 2002 szeptemberéig, amikor is Oláh Imre váltotta a poszton. Hosszú ideig nem maradt munka nélkül, fél évre rá megkereste az Orosháza FC, hogy vállalja el a vezetőedzői posztot. Itt a csapattal az NB III-ból feljutott a másodosztályba, majd stabil NB II-es szereplővé tette a gárdát. Legjobb helyezésük egy 3. hely volt a Nyíregyháza Spartacus FC és az FTC mögött a 2006/2007-es idényben. A csapatból ezután meghatározó játékosok távoztak, az OFC elindult lefelé. 2008 tavaszán kiestek a másodosztályból, és Belvonnak megköszönték a munkát. Eközben elvégezte a legmagasabb hazai edzőképző tanfolyamot, pro licences edző lett 2008 márciusában. 2009 tavaszán, amikor a Békéscsaba 1912 Előre SE csapata hullámvölgybe került, a klub felkérte edzőnek egykori játékosát, amit Belvon nyomban el is fogadott. A csapat és Belvon az évad végén teljesítette a kitűzött célt, a lila-fehér klub a 12., bentmaradást érő helyen zárt. Így a következő bajnoki évadban is Belvon Attila maradt az Előre vezetőedzője. A következő évadban a gárda tavasszal a kiesés szélére sodródott, ezért 2010. április 20-án leváltották a vezetőedzői posztról, utódja Pásztor József lett. A későbbiek folyamán az Előre utánpótlás-csapatainál állt alkalmazásba.